# Крупен
Крупен е село в Североизточна България. То се намира в община Каварна, област Добрич.

## География
Село Крупен се намира на около 16 км от град Каварна.

## Население
Преброяване на населението през 2011 г.
Численост и дял на етническите групи според преброяването на населението през 2011 г.:
|                     | Численост | Дял (в %) |
| Общо                | 42        | 100,00    |
| Българи             | 33        | 78,54     |
| Турци               | 0         | 0,00      |
| Цигани              | 9         | 21,42     |
| Други               | 0         | 0,00      |
| Не се самоопределят | 0         | 0,00      |
| Неотговорили        | 0         | 0,00      |

## Други
Във селото има Каменна кариера.